# Ороним
Ороними (грч. ὄρος [óros] — планина, грч. ὄνομα [ónoma] — име) јесу географски називи узвишења у рељефу Земљине површине. Описују све физичке облике настале радом унутрашњих и спољашњих сила Земље.

## Подела
Могу се поделити на:
- називе планина и брда (нпр. Алпи, Кордиљери)
- називе облика рељефа уопште (нпр. шкрапе, клисуре)
  - спелеоними (називи пећина)